# Franz Josef Noortwyck
Franz Josef Noortwyck, auch Franz Joseph Noortwyk, Taufname Franz Joseph Johann Nepomuk Noortwyck (* 6. oder 7. Februar 1767 in Anholt, Herrschaft Anholt; † 13. Februar 1788 in Dürkheim, Leiningen-Dagsburg-Hardenburg), war ein deutscher Miniaturmaler des Rokoko und Klassizismus.

## Leben

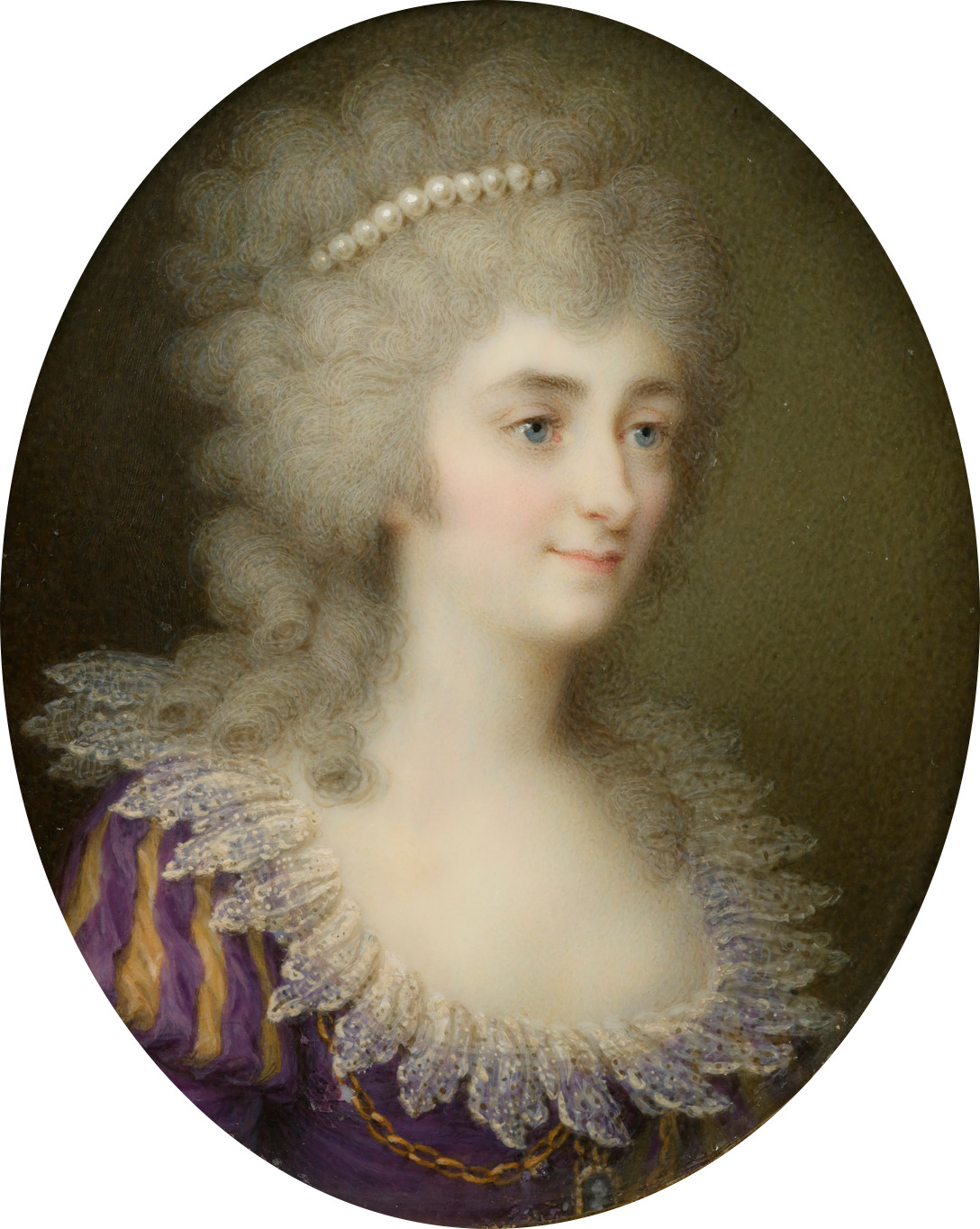
Miniaturbildnis der Henriette Gräfin Reuß zu Lobenstein-Ebersdorf als Prinzessin von Leiningen, 1788, Royal Collection

Noortwyck war das jüngste von sieben Kindern des aus Vreden gebürtigen fürstlich Salm-Salm’schen Richters Friedrich Lubert Noortwyck (≈1724–1805) und dessen Ehefrau Maria Franciska, geborene Maerle. Seine künstlerische Ausbildung liegt im Dunkeln. Als seine Frühwerke lassen sich auf Schloss Anholt zwei Miniaturen mit spielenden Kindern nachweisen. Bereits im Alter von 16 Jahren ist er im Dienst des Trierer Erzbischofs Clemens Wenzeslaus nachgewiesen. Am 7. Mai 1784 wurde er zum kurtrierischen Kabinetts-Miniaturmaler in Koblenz ernannt. Auf dem Erinnerungs-Blatt zur Vollendung des Koblenzer Schlosses 1786 fand eine Miniatur mit dem Porträt des Erzbischofs Eingang in den Kupferstich. Danach war er beim Kölner Erzbischof Maximilian Franz in Bonn tätig. In Frankfurt am Main und Straßburg entstanden vor allem Miniaturen aus gehobenen bürgerlichen Kreisen. In Darmstadt malte er 1786 das Bildnis der jungen Auguste Wilhelmine von Hessen-Darmstadt. Ein Aufenthalt am Münchener Hof folgte. Dort entstanden Miniaturen des Kurfürsten Max Joseph von Pfalz-Bayern und seiner ersten Gattin. Anschließend besuchte er Wien, wo er unter anderem den Kunsthändler Domenico Artaria porträtierte. Nach einem Aufenthalt am Dresdener Hof nahm er im Februar 1787 Wohnsitz in Mannheim. Zu dieser Zeit wurde er in Zweibrücken für ein Porträt von Herzog Karl August von Pfalz-Zweibrücken und seit dem 11. November 1787 am Hof Leiningens in Dürkheim tätig, etwa für ein Bildnis des Erbprinzen Emich Carl.
Er starb im Alter von nur 21 Jahren und wurde am 15. Februar 1788 auf dem katholischen Friedhof von Pfeffingen beigesetzt. Fürst Carl Friedrich Wilhelm ließ ihm dort von einem Mannheimer Hofbildhauer ein Grabmal errichten, das nicht erhalten ist.